# Hausmann (Familienname)
Hausmann ist ein ursprünglich berufsbezogener deutscher Familienname.

## Namensträger

### A
- Agnes Hausmann (* 1986), österreichische Schauspielerin
- Albrecht Hausmann (* 1968), deutscher Germanist, Literaturwissenschaftler und Hochschullehrer
- Andrea Hausmann (Kulturwissenschaftlerin) (* 1972), deutsche Kulturwissenschaftlerin
- Andrea Schwarz-Hausmann (* 1966), österreichische Juristin und Autorin
- Anna Hausmann († vor 1427), Vorbild für die fiktive Figur Sabina Jäger
- Anton Hausmann (1899–1960), deutscher Politiker (NSDAP)
- Antonia Hausmann (* 1990), deutsche Jazzmusikerin
- August Ludwig Hausmann (1802–1889), deutscher Jurist und Politiker (DFP), MdR
- Axel Hausmann (Physiker) (Hanns Axel Hausmann; 1939–2014), deutscher Physiker, Hochschullehrer und Lokalhistoriker
- Axel Hausmann (Entomologe) (* 1960), deutscher Entomologe

### B
- Bernhard Hausmann (Kunstsammler) (David Conrad Bernhard Hausmann; 1784–1873), deutscher Politiker, Textilfabrikant und Kunstsammler
- Bernhard Hausmann (Holzindustrieller) (August Adolph Bernhard Hausmann: 1857–1927), deutscher Unternehmer

### C
- Carl Hausmann, deutscher Architekt und Bauunternehmer
- Christian Hausmann (* 1963), deutscher Fußballspieler

### D
- Daniel Hausmann (* 2003), deutscher Fußballspieler
- David Hausmann (Offizier) (Aristeus; 1655–1698), deutscher Zahlmeister und Mediziner
- David Hausmann (Fechter) (* 1979), deutscher Fechter

### E
- Elisabeth Hausmann (1881–1961), deutsche Malerin
- Ernest Allan Hausmann (* 1968), deutscher Schauspieler
- Ernst Hausmann (Ornithologe) (1865–1942), deutscher Ornithologe
- Ernst Hausmann (Widerstandskämpfer) (1909–1982), deutscher Widerstandskämpfer und Wirtschaftsmanager
- Ernst Friedrich Hausmann (1856–1914), deutscher Maler
- Esther Hausmann (* 1959), deutsche Schauspielerin und Hörspielsprecherin
- Eva Hausmann-Lucke (* 1956), deutsche Juristin und Richterin

### F
- Florian Hausmann (* um 1936), österreichischer Luftbildfotograf
- Frank-Rutger Hausmann (* 1943), deutscher Romanist
- Franz von Hausmann (1810–1878), österreichischer Gutsbesitzer und Botaniker
- Franz Hausmann (Homöopath) (1811–1876), österreichischer Homöopath, Pathologe und Hochschullehrer
- Franz Hausmann (Politiker) (1818–1877), deutscher Jurist und Politiker (DFP), MdR
- Franz Josef Hausmann (* 1943), deutscher Romanist
- Friederike Hausmann (* 1945), deutsche Schriftstellerin und Übersetzerin
- Friedrich von Hausmann († 1669), deutscher Offizier, Stadtkommandant und Verteidigungsrat
- Friedrich Hausmann (Mineraloge) (1782–1859), deutscher Mineraloge, Geologe und Bodenkundler
- Friedrich Hausmann (Historiker) (1917–2009), österreichischer Historiker
- Friedrich Christoph Hausmann (auch Fritz Hausmann; 1860–1936), österreichisch-deutscher Bildhauer
- Friedrich Karl Hausmann (1825–1886), deutscher Maler, Zeichner, Illustrator und Heimatforscher
- Fritz Hausmann (Politiker) (1845–1927), deutscher Unternehmer und Politiker (NLP), MdR
- Fritz Hausmann (Journalist) (1922–1998), deutscher Journalist

### G
- Gerhard Hausmann (1922–2015), deutscher Maler, Grafiker und Bildhauer
- Gisa Hausmann (1942–2015), deutsche Malerin und Innenarchitektin
- Gottfried Hausmann (1906–1994), deutscher Pädagoge
- Guido Hausmann (* 1960), deutscher Historiker
- Gustav Hausmann (1827–1899), deutscher Maler

### H
- Hanna Hausmann-Kohlmann (1897–1984), deutsche Malerin und Scherenschnittkünstlerin
- Hanns Axel Hausmann (1939–2014), deutscher Physiker und Hochschullehrer, siehe Axel Hausmann (Physiker)
- Hans Hausmann (Architekt) (1869–1934), deutscher Architekt und Hochschullehrer
- Hans Hausmann (Verwaltungsjurist) (1876–1933), deutscher Verwaltungsjurist
- Hans Hausmann (Ministerialbeamter) (1878–nach 1934), deutscher Jurist und Ministerialbeamter
- Hans Hausmann (Regisseur) (1923–1997), Schweizer Schauspieler, Hörspielregisseur und -autor
- Hans Hausmann (Kameramann) (* 1957), deutscher Kameramann und Drehbuchautor
- Hans-Christian Hausmann (* 1975), deutscher Jurist und Politiker (CDU)
- Hedwig Hausmann-Hoppe (1865–nach 1922), deutsche Malerin
- Heinrich Hausmann (Politiker), deutscher Politiker (SPD), MdL Freistaat Lippe
- Heinrich Hausmann (Kunstsammler) (1915–1995), deutscher Brauereiunternehmer und Kunstsammler
- Heinrich von Schulz-Hausmann (1866–1929), deutscher Verwaltungsjurist
- Heinz Hausmann (Fußballspieler) (* 1919), deutscher Fußballspieler
- Heinz Hausmann (Politiker) (* 1941), deutscher Politiker (CSU)
- Heinz Hausmann (Künstler) (* 1959), deutscher Künstler
- Herbert Hausmann (1902–1980), deutscher Ökonom und Politiker (SPD)
- Hermann Hausmann (1598–1667), deutscher Politiker, Bürgermeister von Bremen

### J
- Jens Hausmann (* 1965), deutscher Musiker, Komponist und Journalist
- Johann Friedrich Ludwig Hausmann (1782–1859), deutscher Mineraloge, siehe Friedrich Hausmann (Mineraloge)
- Johann Haussmann (1838–1900), Schweizer Buchdrucker und Vereinsfunktionär
- Josef Hausmann (1879–1942), deutscher Lehrer
- Jost Hausmann (* 1953), deutscher Archivar und Rechtshistoriker
- Julia Kahle-Hausmann (* 1971), deutsche Politikerin (SPD), MdL NRW
- Julie Hausmann (1826–1901), deutsch-baltische Dichterin
- Julius Hausmann (1867–1942), US-amerikanischer Chemiker
- Jürgen Hausmann (* 1942), deutscher Jurist und Richter
- Jürgen B. Hausmann (eigentlich Jürgen Karl Beckers; * 1964), deutscher Kabarettist
- Jutta Hausmann (* 1951), deutsche evangelische Theologin

### K
- Karl Hausmann (General) (Karl Georg Ernst Friedrich von Hausmann; 1816–1879), deutscher Generalleutnant
- Karl Hausmann (Politiker), deutscher Politiker (DDP), MdL Württemberg
- Karl Hausmann (Bankier) († 1962), deutscher Bankier
- Karl Friedrich Hausmann (auch Carl Friedrich Hausmann; 1829–1899), deutscher Turnpädagoge und -historiker
- Karl-Heinz Hausmann (* 1943), deutscher Fußballspieler
- Karl Heinz Hausmann (* 1952), deutscher Politiker (SPD)
- Klaus Hausmann (* 1947), deutscher Biologe
- Konrad von Hausmann (1853–1923), deutscher Generalleutnant
- Kurt Hausmann (Politiker) (1899–1989), deutscher Politiker (USDP, SPD, SED)
- Kurt Hausmann (Musiker) (1924–2017), deutscher Oboist und Hochschullehrer
- Kurt Georg Hausmann (1921–2004), deutscher Historiker
- Kriemhild Hausmann (1934–2020), deutsche Leichtathletin, siehe Kriemhild Limberg

### L
- Leonhard Hausmann (1902–1933), deutscher Politiker (KPD)
- Lisa Hausmann (Lisa Hausmann-Löns; 1871–1955), deutsche Schriftstellerin, siehe Lisa Löns
- Ludwig Hausmann (1803–1876), deutscher Schauspieler und Komiker

### M
- Magnus Hausmann (1823–1876), Mitglied der kurhessischen Ständeversammlung
- Manfred Hausmann (1898–1986), deutscher Schriftsteller
- Marie Dahn-Hausmann (1829–1909), deutsch-österreichische Schauspielerin
- Markus Hausmann (* 1988), deutscher Mathematiker
- Martin Hausmann (Illustrator) (* 1967), deutscher Illustrator, Karikaturist und Journalist
- Martinus Hausmann (Dompropst), Dompropst von Bardowick
- Martinus Hausmann (Kaufmann) (1656–??), deutscher Kaufmann und Unternehmensgründer, siehe Gold- und Silbertressenfabrik Hausmann
- Max Hausmann (1875–1948), Schweizer Arzt

### N
- Natalie Hausmann (* 1978), deutsche Jazzmusikerin
- Nik Hausmann (* 1940), Schweizer Offsetdrucker, Lithograf mit Litho- und Druckatelier
- Nikolaus Hausmann (um 1479–1538), deutscher Theologe und Reformator

### O
- Otto Hausmann (1837–1916), deutscher Mundartschriftsteller und Publizist

### P
- Peter Hausmann (Schriftsteller) (* 1946), deutscher Schriftsteller
- Peter Hausmann (Journalist) (* 1951), deutscher Journalist und Bundesbeamter
- Peter Hausmann (Schauspieler) (* 1952), deutscher Schauspieler

### R
- Rainer Hausmann (* 1944), deutscher Rechtswissenschaftler
- Raoul Hausmann (1886–1971), österreichisch-deutscher Künstler
- René Hausmann (* 1971), deutscher Journalist, Radiomoderator und Sprecher
- Ricardo Hausmann (* 1956), venezolanischer Ökonom
- Richard Hausmann (Historiker) (1842–1918), deutsch-baltischer Historiker
- Richard Hausmann (Manager) (* 1960), deutscher Physiker und Industriemanager
- Robert Hausmann (1852–1909), deutscher Cellist und Hochschullehrer
- Roland Hausmann (1901–1958), österreichischer Kaufmann und Politiker (VdU)
- Rolf Hausmann (1912–1977), deutscher Jurist, Anwalt und Heimatforscher
- Romy Hausmann (* 1981), deutsche Schriftstellerin und Fernsehjournalistin
- Rudolf Hausmann (Mediziner) (1929–2022), deutsch-brasilianischer Genetiker
- Rudolf Hausmann (Politiker) (* 1954), deutscher Politiker (SPD)

### S
- Sahra Hausmann (* 1973), norwegische Handballspielerin
- Sibylla Vričić Hausmann (* 1979), deutsche Lyrikerin und Schriftstellerin
- Stefan Schulze-Hausmann (* 1960), deutscher Fernsehmoderator

### T
- Theodor Hausmann (Mediziner) (1868–1944), weißrussischer Internist und Hochschullehrer
- Theodor Hausmann (Komponist) (1880–1972), deutscher Komponist
- Theodor Hausmann (Geistlicher) (geb. Dieter Hausmann; * 1963), deutscher Ordensgeistlicher
- Thomas Hausmann (* 1965), deutscher Betriebswirt
- Till Hausmann (* 1953), deutscher Bildhauer
- Tina Hausmann (* 2006), schweizerische Automobilrennfahrerin
- Tjark Hausmann (1924–2017), deutscher Kunsthistoriker  und Spezialist für alte Uhren

### U
- Ulrich Hausmann (1917–1996), deutscher Klassischer Archäologe
- Ulrich Friedrich Hausmann (1776–1847), deutscher Tiermediziner
- Ulrike Hausmann (* 1967), deutsche Blues- und Boogie-Woogie-Pianistin und -Komponistin

### V
- Victor Hausmann (1858–1920), österreichisch-deutscher Maler

### W
- Werner Hausmann (Politiker) (1816–1883), deutscher Arzt und Politiker
- Werner Hausmann (Schauspieler) (1901–1991), deutsch-schweizerischer Schauspieler und Hörspielregisseur
- Werner Hausmann (Hockeyspieler) (1923–2001), Schweizer Hockeyspieler
- Willi Hausmann (1942–2024), deutscher Politiker (CDU)
- Wilhelm Hausmann (Ornithologe) (1822–1900), siebenbürgisch-deutscher Ornithologe und Tierpräparator
- Wilhelm Hausmann (Politiker, 1887) (1887–1945), deutscher Politiker (BMP, DNF)
- Wilhelm Hausmann (Förster) (1889–1971), deutscher Förster
- Wilhelm Hausmann (Bildhauer) (1906–1980), deutscher Maler und Bildhauer
- Wilhelm Hausmann (Politiker, 1970) (* 1970), deutscher Politiker (CDU)
- Wolfgang Hausmann (* 1933), deutscher Journalist und Autor
- Wolfgang Ludwig Hausmann, deutscher Schriftsteller, siehe W. L. Mann
- Wolfram Hausmann (1922–2006), deutscher Geograph und Hochschullehrer